# Guido Bellido
Guido Bellido Ugarte (Livitaca, Cusco, 7 de agosto de 1979) es un político peruano con estudios en Ingeniería Electrónica y magister en Gestión Pública y Desarrollo Regional. Es congresista de la república para el periodo 2021-2026. Fue presidente del Consejo de Ministros del Perú desde el 29 de julio hasta su renuncia el 6 de octubre de 2021, durante el gobierno de Pedro Castillo.

## Biografía
Bellido nació el 7 de agosto de 1979, en el distrito de Livitaca, Perú. Estudió Ingeniería Electrónica en la Universidad Nacional de San Antonio Abad del Cusco, en donde obtuvo el grado de bachiller en 2015. Ha realizado una maestría en Economía con mención en Gestión Pública y Desarrollo Regional, en la misma universidad.
Trabajó en la empresa EYS Technology SAC y en el INEI (sede del Cusco) como ingeniero electrónico.

## Carrera política
Durante su trayectoria universitaria, fundó diversas organizaciones estudiantiles y fue presidente de estas, las cuales participaron en las elecciones de la Gloriosa Federación Universitaria Cusco (FUC), el tercio estudiantil, los centros federados, la gestión de la vivienda y el comedor universitario, asociaciones y federaciones de estudiantes provincianos, el programa Hatun Ñan, entre otras instancias. Destacó por asumir el cargo de vicepresidente de la Federación Universitaria Cusco (FUC) y, de manera transitoria, la presidencia de este gremio, considerado el máximo nivel de representación estudiantil en la Universidad Nacional de San Antonio Abad del Cusco.
Tras egresar de la universidad, decidió, junto con sus compañeros, adquirir el kit electoral ante la Oficina Nacional de Procesos Electorales (ONPE) para inscribir el Movimiento Regional Desarrollo Integral Andino Amazónico (DIA). Debido a los plazos ajustados para las elecciones regionales y locales de 2014, optaron por formar una alianza e integrarse orgánicamente con sus bases para participar en dicho proceso electoral. Entre 2014 y 2018, fue militante y personero legal ante el Registro de Organizaciones Políticas (ROP) del Movimiento Regional Patria Arriba Perú Adelante (PAPA), luego se unió al partido Perú Libre, donde se desempeñó como secretario general regional en Cusco. Renunció a su afiliación a Perú Libre el 7 de noviembre de 2022, por razones “estrictamente de convicción y consciencia” según afirmó.
En las elecciones parlamentarias extraordinarias de 2020, se postuló como congresista por Perú Libre, por Cusco, sin éxito.
En agosto de 2024, se incorporó a la bancada de Podemos Perú de manera transitoria según informo.
Actualmente, está afiliado al partido político nacional Pueblo Consciente, donde se desempeña como militante y dirigente. Es considerado una figura destacada en la opinión pública y un posible candidato presidencial en el futuro.

### Congresista de la República del Perú
Fue elegido para el Congreso de Perú en las elecciones generales de 2021 como miembro del grupo parlamentario de Perú Libre, por la región Cusco.

### Presidente del Consejo de Ministros
El 29 de julio, en una ceremonia por las fiestas patrias, en el santuario histórico de la Pampa de Ayacucho, Pedro Castillo lo nombró presidente del Consejo de Ministros. Su asunción fue cuestionada por Fuerza Popular, partido que perdió las elecciones generales en la segunda vuelta, con el objetivo de debilitar el gobierno de Pedro Castillo.  Tres meses después, renunció al cargo a petición del presidente Castillo. Este último, afirmó que lo hizo «en favor de la gobernabilidad» del país.

## Controversias

### Defensa de la cultura andina y uso del quechua
Bellido es de origen quechua y habla quechua cusqueño. Fue el primer presidente del Consejo de Ministros en la historia peruana cuyo idioma materno es quechua. Habló el quechua también en el Congreso del Perú cuando era presidente del Consejo de Ministros. Por eso, congresistas de oposición criticaron a su persona, así en el debate antes del voto de confianza, cuando el congresista de Renovación Popular Jorge Montoya le dijo que el idioma oficial del Perú es el español y no el quechua. La presidenta del Congreso y miembro de Acción Popular, María del Carmen Alva, pidió a Bellido hablar en español, mientras que otros congresistas protestaron por el uso del quechua que no entendían. Bellido continuó hablando en quechua y citó la constitución peruana según la cual el quechua y el aimara son también lenguas oficiales. Destacó que su madre no habló español y que él hablaba en quechua en homenaje a los muchos peruanos que «han muerto sin entender una palabra de lo que se decía aquí». Otros congresistas defendieron el uso del quechua por Bellido. Sigrid Bazán, congresista de Juntos por el Perú, dijo que le «parece valiosísimo que haya hablado en quechua, considerando los millones de peruanos que lo tienen como su lengua». El exoficial mayor del Congreso José Francisco Cevasco Piedra criticó que en el discurso escrito de Bellido no estaba el saludo en quechua y exigió que fuera incluido en el documento. El analista político Luis Esteban González Manrique escribió sobre los incidentes en el Congreso: «Al hablar en quechua, Bellido lanza el mensaje de que quienes siempre tuvieron el poder ya no lo tienen».

### Acusación por apología del terrorismo
En julio de 2021, la Fiscalía Contra el Terrorismo abrió una investigación contra Bellido por el presunto delito de apología del terrorismo, a raíz de su abierta defensa de las acciones criminales de Sendero Luminoso durante una entrevista en un canal de televisión del Cusco.

El país estaba en un estado desastroso en 1980. Algunos peruanos tomaron el camino equivocado. ¿Son peruanos o no? Tienen derechos. ¿Qué tienen ustedes contra los miembros de Sendero Luminoso?
Bellido en una entrevista con un medio en internet

En 2017, Bellido rindió un homenaje a la senderista Edith Lagos, fallecida en un tiroteo con la policía peruana el 3 de septiembre de 1982. Sin embargo la Fiscalía Superior Penal Nacional especializada en delitos de terrorismo y delitos conexos a través de la Disposición Fiscal Superior N° 102-2023-FSPNEDT-MP-FN, declaró no proceder con la investigación preparatoria contra el congresista Guido Bellido Ugarte, por el presunto delito contra la Tranquilidad pública-Apología del delito de Terrorismo en agravio del Estado y dispuso el Archivo de dicha pesquisa.

### Acusación de Patricia Chirinos
En agosto de 2021, la congresista del partido opositor Avanza País y tercera vicepresidenta del legislativo Patricia Chirinos denunció que Bellido la agredió verbalmente dentro del congreso días antes de asumir el cargo. Según Chirinos, el suceso ocurrió el 26 de julio cuando se instalaba la Mesa Directiva al solicitar la oficina de su padre Enrique Chirinos Soto a lo que Bellido le respondió "que te preocupas de eso, anda cásate" previo a decirle "ahora solo falta que te violen".
Varios políticos, incluido la ministra de la Mujer Anahí Durand, repudiaron el hecho. Por su parte, Bellido negó la acusación acusándola de ser "estrategia política con propósito de socavar al gobierno". Un comunicado exigiendo un actuar de la Comisión de Ética fue firmado por 27 parlamentarias de seis distintas bancadas. Sin embargo el 1 de julio de 2022, la acusación fue desestimada por el Ministerio Público, al calificarla como «FALSA e IMPROCEDENTE». Asimismo en la Comisión de Ética Parlamentaria, la acusación se declaró infundada con 10 votos a favor, 3 en contra y ninguna abstención al no haber "suficientes medios probatorios que confirmen la presunta agresión verbal."

### Imputación por mensajes homófobos
Tras asumir la presidencia del Consejo de Ministros, Guido Bellido enfrentó acusaciones relacionadas con supuestos mensajes en redes sociales que, según críticos, promovían discursos contrarios a los derechos del colectivo LGBT. Entre las acusaciones, se señaló que habría citado declaraciones de Fidel Castro de 1963 contrarias a la homosexualidad. Asimismo, en el contexto de una campaña publicitaria de Movistar TV que promovía la normalización de las relaciones entre personas homosexuales y heterosexuales a través del fútbol, expresó públicamente su desacuerdo con lo que describió como una «agenda progay». No obstante, no se han presentado declaraciones verificadas o mensajes directamente atribuidos a que confirmen un discurso homófobo, y las acusaciones se basan principalmente en publicaciones de cuentas no verificadas en Facebook.
El 31 de julio emitió un comunicado donde expresó su compromiso de superar «el racismo, el clasismo, el machismo y la homofobia que aún están profundamente arraigados en la sociedad». Bellido desmintió las imputaciones en una entrevista en el podcast de Lima Gris, alegando que dichos mensajes provenían de cuentas no verificadas y que eran intentos de dañar su imagen durante su gestión como premier.
En julio de 2022, durante una entrevista con Jaime Chincha, Bellido declaró no haberlo visto en la Marcha del Orgullo y afirmó que “en la provincia no hay marchas”. Dichas declaraciones fueron criticadas en redes sociales y desmentidas por los portales Convoca e Infobae.
En mayo de 2025, Bellido expresó su rechazo a la Ley 32331, que restringe el uso de baños públicos según el sexo biológico, argumentando que podría generar discriminación. Durante el debate, Bellido citó como ejemplo a las comediantes trans Dayanita y La Uchulú para ilustrar los impactos negativos de la normativa en personas transgénero. Esta postura se alinea con las preocupaciones de organizaciones LGBT+, que advierten que la ley podría vulnerar derechos fundamentales de esta comunidad.

### Imputación por lavado de activos
El 10 de agosto de 2021, la Primera Fiscalía Supranacional Corporativa Especializada en Delitos de Lavado de Activos inició una investigación por el presunto delito de lavado de activos al partido de Gobierno, Perú Libre, y diecinueve miembros del mismo, entre ellos el ministro Bellido. Se trata de una pieza derivada del proceso de investigación por el caso Dinámicos del Centro que se inició en Junín. Las causas de la investigación, según la Fiscalía especializada, están ligadas al repentino incremento patrimonial desde 2020 de Perú Libre.